# The Day the Earth Stood Cool
The Day the Earth Stood Cool (с англ. — «День, когда Земля стала крутой») — седьмой эпизод двадцать четвёртого сезона мультсериала «Симпсоны». Выпущен 9 декабря 2012 года в США на телеканале «FOX».
Название и отчасти сюжет повторяют фильм «День, когда Земля остановилась» (The Day The Earth Stood Still).

## Сюжет
У Симпсонов новые «крутые» соседи Терренс и Эмили из Портленда, и Гомер пытается влиться в их общество, чтобы самому стать крутым. Однако, когда у их сына, Т-Рекса, проходит день рождения, Т-Рекс грубо обходится с Гомером, критикуя его подарок. Барт дерётся с ним. В это время Эмили и её подруги поражены, что Мардж кормит Мэгги не грудью, а из бутылочки, поэтому «крутые соседи» изгоняют Симпсонов из своего общества. Гомер зол на них и вскоре начинает войну со всеми «крутыми» жителями Портленда. Вскоре Спрингфилд стал кишеть крутыми людьми.
Барт мирится с Т-Рексом и приглашает его домой. Тот оставляет компост, который надо мешать, без присмотра, и во дворе Терренса и Эмили начинается пожар. Гомер и Терренс работают сообща и выливают большое количество бидонов со смесью из бутылочек на огонь. Терренс и Эмили извиняются перед Симпсонами и решают остаться, но когда они узнают, что Спрингфилд стал самым крутым городом Америки, решают, что город «изжил себя», и уезжают, из-за чего Лиза расстроена.

## Отношение критиков и публики
Эпизод просмотрело 7.44 миллионов зрителей 18-49 лет, и он получил рейтинг 3.4, в очередной раз став самым просматриваемым мультсериалом в то воскресенье. Роберт Дэвид Салливан из «The A.V. Club» дал эпизоду оценку B+ со словами «Это один из самых дисциплинированных эпизодов, там нет вторых сюжетов и он ни капли ни касательный, на данный момент это самый смешной эпизод в сезоне».